# Chemin des Lacs-à-la-Porte-Dauphine
Le chemin des Lacs-à-la-Porte-Dauphine est une voie située dans le 16e arrondissement de Paris, en France.

## Situation et accès
Il se trouve dans le bois de Boulogne.

## Origine du nom
La voie est ainsi nommée car elle relie les lacs du bois de Boulogne à la porte Dauphine.